# Okręty podwodne typu James Madison
Okręty podwodne typu James Madison – amerykańskie okręty podwodne z napędem atomowym przenoszące pociski balistyczne. Zbudowano 10 okrętów tego typu. Weszły do służby w 1964 roku. Okręty serii często zaliczane są do typu Lafayette, różnią się od nich pod względem konstrukcyjnym w niewielkim stopniu.

## Historia
Projekt okrętów typu James Madison powstał w wyniku wprowadzenia niewielkich zmian w konstrukcji produkowanych wcześniej okrętów typu Lafayette. Główną zmianą wprowadzoną w nowych okrętach była możliwość przenoszenia pocisków Polaris A-3 w miejsce Polaris A-2. Na okrętach zastosowano także zmodernizowane wyposażenie nawigacyjne i nowy system kierowania ogniem. Zmiany te były spowodowane zwiększonym zasięgiem pocisków Polaris A-3.
Okręty były budowane w tych samych stoczniach co jednostki typu Lafayette. Zamówienie na pierwszą jednostkę typu USS „James Madison” złożono 20 lipca 1961 w stoczni Newport News. Rozpoczęcie budowy tej jednostki miało miejsce 5 marca 1962. Wodowanie nastąpiło 15 marca 1964, wejście do służby 28 lipca 1964.
Wraz z czterema innymi typami strategicznych okrętów podwodnych, jednostki typu James Madison należały do grupy okrętów nazywanej „41 for Freedom”, która składała się z 41 jednostek wyposażonych w pociski balistyczne.
Jedna z jednostek: USS Casimir Pulaski nosiła imię polskiego bohatera wojny o niepodległość Stanów Zjednoczonych.
W 1985 podjęto decyzję o znacznej redukcji liczby amerykańskich strategicznych okrętów podwodnych. Efektem tego było wycofanie ze służby już w 1986 pierwszej jednostki typu James Madison. Proces wycofywania jednostek trwał do 1995, kiedy to wycofano ze służby ostatnią jednostkę tego typu.